# Sevillanas (film)
Pour l’article homonyme, voir Sevillana.
Pour plus de détails, voir Fiche technique et Distribution.
Sevillanas est un film espagnol réalisé par Carlos Saura, sorti en 1992.

## Synopsis
Mêle les performances de célèbres danseuses et danseurs de Flamenco (accompagnés de musiciens de flamenco) à celles de danseuses et danseurs des danses traditionnelles andalouses (Sévillanes).

## Fiche technique
- Titre original : Sevillanas
- Réalisation : Carlos Saura
- Scénario : Carlos Saura
- Direction artistique : Rafael Palmero
- Photographie : José Luis Alcaine
- Son : Tim Blackham
- Montage : Pablo G. del Amo
- Direction musicale : Manolo Sanlúcar
- Production : Juan Lebrón
- Société de production : Juan Lebrón Producciones
- Société de distribution : Juan Lebrón Producciones
- Pays d’origine :  Espagne
- Langue originale : espagnol
- Format : couleur —  son Dolby
- Genre : Film documentaire
- Durée : 53 minutes
- Date de sortie : 
  - Espagne : 27 avril 1992

## Distribution
Dans leurs propres rôles
- Manuela Carrasco
- Matilde Coral
- Paco de Lucía
- Merche Esmeralda
- Lola Flores
- Camarón de la Isla
- Rocío Jurado
- Manuel Pareja Obregón
- Rafael "El Negro"
- Los Romeros de la Puebla
- Salmarina
- Manolo Sanlúcar
- Tomatito
- Paco Toronjo
- Carlos Vilán

## Bande originale
- "La liebre", "Están bailando", de Pedro Peña Peña, interprétés par Las Corraleras de Lebrija
- "Solano de las Marismas", de Aurelio Verde et José Manuel Moya, interprété par Los Romeros de la Puebla
- "Tiempo detente", de Padre Quevedo et José Manuel Moya, interprété par Los Romeros de la Puebla
- "Rociero hasta que muera", de Francisco Coria et Juan Díaz Rodríguez, interprété par Los Romeros de la Puebla
- "Que también es de Sevilla", "La Flor del Romero llora", "Sevillanas de Triana", "Sevillanas de la Reina", de Clavero, Manuel Pareja Obregón et Beltrán, interprétés par Manuel Pareja Obregón
- "La vió el Rey David", de Francisco Toronjo Arreciado
- "Dame la mano", "Toma que toma", "Pa qué me llamas prima", "Mi barrio", d'Isidro Muñoz Alcón et José Miguel Evon, interprétés par El Camarón de la Isla
- "Sevillanas Boleras", arrangement de Manolo Sanlúcar, interprété par Pulso y Púas del Puerto
- "Fue en Sevilla", d'Isidro Muñoz Alcón et José Miguel Evon, interprété par Salmarina
- "La vuelta del camino", d'A. Santiago et J. Hurtado, interprété par "Música, Pito y Tambor"
- "Viva Sevilla", de Rey y Quintero, interprété par Rocío Jurado
- "Rosa de Pitimini", "Lo tiré al pozo", "Mi novio es cartujano", "Tiene una cinturita", chansons populaires, interprétées par Rocío Jurado

## Distinctions
- 1994 : Rose d'or au Festival de la Rose d'or de Lucerne[1].